# Championnats du monde d'Ironman 1990
Navigation
Édition précédente Édition suivante
Les championnats du monde d'Ironman 1990 se déroule le 15 octobre 1990 à Kailua-Kona dans l'État d'Hawaï. Ils sont organisés par la World Triathlon Corporation et il est le premier qui porte le titre officiel de « championnat du monde d'Ironman » et décerne les titres éponymes.

## Résultats du championnat du monde

### Hommes
| Pos.     | Temps           | Nom          | Pays       | Détail temps | Détail temps | Détail temps    | Détail temps | Détail temps    |
| Pos.     | Temps           | Nom          | Pays       | Natation     | T1           | Cyclisme        | T2           | Course à pied   |
| -------- | --------------- | ------------ | ---------- | ------------ | ------------ | --------------- | ------------ | --------------- |
|          | 8 h 28 min 17 s | Mark Allen   | États-Unis | 51 min 43 s  | 0 min 00 s   | 4 h 43 min 45 s | 0 min 00 s   | 2 h 52 min 48 s |
|          | 8 h 37 min 40 s | Scott Tinley | États-Unis | 52 min 36 s  | 0 min 00 s   | 4 h 51 min 33 s | 0 min 00 s   | 2 h 53 min 30 s |
|          | 8 h 39 min 24 s | Pauli Kiuru  | Finlande   | 52 min 48 s  | 0 min 00 s   | 4 h 51 min 32 s | 0 min 00 s   | 2 h 55 min 04 s |
| 4        | 8 h 45 min 48 s | Rob Barel    | Pays-Bas   | 52 min 20 s  | 0 min 00 s   | 4 h 50 min 24 s | 0 min 00 s   | 3 h 03 min 03 s |
| 5        | 8 h 46 min 07 s | Greg Welch   | Australie  | 51 min 51 s  | 0 min 00 s   | 4 h 52 min 20 s | 0 min 00 s   | 3 h 01 min 56 s |
| 6        | 8 h 46 min 36 s | Henry Kiens  | États-Unis | 51 min 48 s  | 0 min 00 s   | 4 h 52 min 26 s | 0 min 00 s   | 3 h 02 min 21 s |
| 7        | 8 h 47 min 37 s | Paul Huddle  | États-Unis | 53 min 47 s  | 0 min 00 s   | 4 h 51 min 30 s | 0 min 00 s   | 3 h 03 min 19 s |
| 8        | 8 h 50 min 17 s | Jürgen Zäck  | Allemagne  | 53 min 46 s  | 0 min 00 s   | 4 h 49 min 05 s | 0 min 00 s   | 3 h 07 min 26 s |
| 9        | 8 h 57 min 06 s | Ray Browning | États-Unis | 52 min 17 s  | 0 min 00 s   | 4 h 51 min 54 s | 0 min 00 s   | 3 h 12 min 54 s |
| 10       | 8 h 57 min 29 s | Jeff Devlin  | États-Unis | 57 min 20 s  | 0 min 00 s   | 4 h 55 min 59 s | 0 min 00 s   | 3 h 04 min 09 s |
| Source : |                 |              |            |              |              |                 |              |                 |

### Femmes
| Pos.     | Temps            | Nom                  | Pays             | Détail temps    | Détail temps | Détail temps    | Détail temps | Détail temps    |
| Pos.     | Temps            | Nom                  | Pays             | Natation        | T1           | Cyclisme        | T2           | Course à pied   |
| -------- | ---------------- | -------------------- | ---------------- | --------------- | ------------ | --------------- | ------------ | --------------- |
|          | 09 h 13 min 42 s | Erin Baker           | Nouvelle-Zélande | 56 min 37 s     | 0 min 00 s   | 5 h 12 min 52 s | 0 min 00 s   | 3 h 04 min 13 s |
|          | 09 h 20 min 01 s | Paula Newby-Fraser   | Zimbabwe         | 57 min 05 s     | 0 min 00 s   | 5 h 14 min 45 s | 0 min 00 s   | 3 h 08 min 10 s |
|          | 10 h 00 min 34 s | Terry Schneider      | États-Unis       | 1 h 01 min 56 s | 0 min 00 s   | 5 h 32 min 12 s | 0 min 00 s   | 3 h 26 min 25 s |
| 4        | 10 h 02 min 54 s | Amy Aikman           | Pays-Bas         | 1 h 00 min 00 s | 0 min 00 s   | 5 h 38 min 04 s | 0 min 00 s   | 3 h 24 min 49 s |
| 5        | 10 h 04 min 33 s | Jan Wanklyn          | Australie        | 55 min 02 s     | 0 min 00 s   | 5 h 46 min 09 s | 0 min 00 s   | 3 h 23 min 21 s |
| 6        | 10 h 08 min 02 s | Kirsten Hanssen Ames | États-Unis       | 55 min 06 s     | 0 min 00 s   | 5 h 31 min 07 s | 0 min 00 s   | 3 h 31 min 49 s |
| 7        | 10 h 13 min 10 s | Tina Bischoff        | États-Unis       | 55 min 17 s     | 0 min 00 s   | 5 h 52 min 05 s | 0 min 00 s   | 3 h 25 min 46 s |
| 8        | 10 h 15 min 12 s | Krista Whelan        | Allemagne        | 1 h 02 min 38 s | 0 min 00 s   | 5 h 39 min 29 s | 0 min 00 s   | 3 h 33 min 03 s |
| 9        | 10 h 16 min 44 s | Fernanda Keller      | Brésil           | 1 h 01 min 33 s | 0 min 00 s   | 5 h 41 min 52 s | 0 min 00 s   | 3 h 33 min 18 s |
| 10       | 10 h 17 min 21 s | Irma Zwartkruis      | Pays-Bas         | 1 h 00 min 15 s | 0 min 00 s   | 5 h 31 min 35 s | 0 min 00 s   | 3 h 45 min 31 s |
| Source : |                  |                      |                  |                 |              |                 |              |                 |